# Tepeyahualco de Cuauhtémoc
Tepeyahualco de Cuauhtémoc es una localidad del estado mexicano de Puebla. Es cabecera del municipio de Tepeyahualco de Cuauhtémoc.

## Demografía
| Censo | Población |
| ----- | --------- |
| 1900  | 983       |
| 1910  | 674       |
| 1921  | 484       |
| 1930  | 593       |
| 1940  | 626       |
| 1950  | 601       |
| 1960  | 738       |
| 1970  | 965       |
| 1980  | 1406      |
| 1990  | 1767      |
| 1995  | 2058      |
| 2000  | 2191      |
| 2005  | 2304      |
| 2010  | 2583      |
| 2020  | 2966      |